# Winston-Salem Open 2023
Winston-Salem Open 2023 byl tenisový turnaj na mužském profesionálním okruhu ATP Tour hraný v areálu Wake Forest University. Padesátý čtvrtý ročník Winston-Salem Open probíhal mezi 20. až 26. srpnem 2023 v severokarlínském Winston-Salemu na otevřených dvorcích s tvrdým povrchem Laykold.
Turnaj dotovaný 850 680 dolarů patřil do kategorie ATP Tour 250. Jednalo se o poslední díl mužské poloviny letní US Open Series, závěrečnou generálku před newyorským grandslamem US Open. Nejvýše nasazeným singlistou se stal dvacátý devátý tenista světa Borna Ćorić z Chorvatska, kterého v semifinále vyřadil Báez. Jako poslední přímý účastník do hlavní singlové soutěže nastoupil rakouský 112. hráč žebříčku Dominic Thiem. V důsledku invaze Ruska na Ukrajinu na konci února 2022 řídící organizace tenisu ATP, WTA a ITF s grandslamy rozhodly, že ruští a běloruští tenisté mohli dále na okruzích startovat, ale do odvolání nikoli pod vlajkami Ruska a Běloruska.
Čtvrtý singlový titul na okruhu ATP Tour, a první na tvrdém povrchu, vybojoval argentinský antukář Sebastián Báez. Po Newportu a Atlantě vyhráli Američané Nathaniel Lammons a Jackson Withrow třetí deblový turnaj v letní americké sezóně probíhající sezóny a celkově čtvrtý společný titul.

## Rozdělení bodů a finančních odměn

### Rozdělení bodů
| Soutěž       | Soutěž      | vítězové | finalisté | semifinalisté | čtvrtfinalisté | 16 v kole | 32 v kole | 48 v kole | Q | Q2 | Q1 |
| ------------ | ----------- | -------- | --------- | ------------- | -------------- | --------- | --------- | --------- | - | -- | -- |
| dvouhra mužů | [ 2 ] [ 6 ] | 250      | 150       | 90            | 45             | 20        | 10        | 0         | 5 | 3  | 0  |
| čtyřhra mužů | [ 7 ]       | 250      | 150       | 90            | 45             | 0         | —         | —         | — | —  | —  |

### Finanční odměny
| Soutěž                                | Soutěž      | vítězové  | finalisté | semifinalisté | čtvrtfinalisté | 16 v kole | 32 v kole | 48 v kole | Q2      | Q1      |
| ------------------------------------- | ----------- | --------- | --------- | ------------- | -------------- | --------- | --------- | --------- | ------- | ------- |
| dvouhra mužů                          | [ 2 ] [ 6 ] | 104 460 $ | 59 945 $  | 34 430 $      | 19 885 $       | 11 355 $  | 6 675 $   | 4 060 $   | 2 150 $ | 1 190 $ |
| čtyřhra mužů                          | [ 7 ]       | 41 100 $  | 21 520 $  | 12 160 $      | 7 060 $        | 4 150 $   | —         | —         | —       | —       |
| částka ve čtyřhrách je uvedena na pár |             |           |           |               |                |           |           |           |         |         |

## Mužská dvouhra

### Nasazení
| Stát                          | Hráč                    | ATP | Nasazení |
| ----------------------------- | ----------------------- | --- | -------- |
| Chorvatsko                    | Borna Ćorić             | 16. | 1.       |
| Nizozemsko                    | Tallon Griekspoor       | 25. | 2.       |
| USA                           | Sebastian Korda         | 30. | 3.       |
| Srbsko                        | Laslo Djere             | 34. | 4.       |
| Česko                         | Jiří Lehečka            | 35. | 5.       |
| Argentina                     | Sebastián Báez          | 42. | 6.       |
| Francie                       | Arthur Fils             | 45. | 7.       |
| Nizozemsko                    | Botic van de Zandschulp | 47. | 8.       |
| Austrálie                     | Aleksandar Vukic        | 48. | 9.       |
| Německo                       | Yannick Hanfmann        | 50. | 10.      |
| Německo                       | Daniel Altmaier         | 52. | 11.      |
| Francie                       | Richard Gasquet         | 53. | 12.      |
| USA                           | Marcos Giron            | 54. | 13.      |
| Maďarsko                      | Márton Fucsovics        | 56. | 14.      |
| Rakousko                      | Sebastian Ofner         | 59. | 15.      |
| Finsko                        | Emil Ruusuvuori         | 60. | 16.      |
| Žebříček ATP k 14. srpnu 2023 |                         |     |          |

### Jiné formy účasti
Následující hráči obdrželi divokou kartu do hlavní soutěže:
- Sebastian Korda
- Alex Michelsen
- Michael Mmoh

Následující hráči nastoupili jako náhradníci:
- Juan Manuel Cerúndolo
- Rinky Hijikata
- Dominic Thiem

Následující hráči postoupili z kvalifikace:
- Darian King
- Mitchell Krueger
- Thai-Son Kwiatkowski
- Illja Marčenko

Následující hráči postoupili z kvalifikace jako šťastní poražení:
- Strong Kirchheimer
- Omni Kumar

### Odhlášení
před zahájením turnaje
- Daniel Altmaier → nahradil jej  Strong Kirchheimer
- Roberto Bautista Agut → nahradil jej   Ilja Ivaška
- Roberto Carballés Baena → nahradil jej  Juan Manuel Cerúndolo
- Pablo Carreño Busta → nahradil jej  Dominik Koepfer
- Daniel Evans → nahradil jej  Facundo Díaz Acosta
- Adrian Mannarino → nahradil jej  Benjamin Bonzi
- Jošihito Nišioka → nahradil jej  Marco Cecchinato
- Guido Pella → nahradil jej   Pavel Kotov
- Jan-Lennard Struff → nahradil jej  Constant Lestienne
- Dominic Thiem → nahradil jej  Omni Kumar
- Bernabé Zapata Miralles → nahradil jej   Alexandr Ševčenko

## Mužská čtyřhra

### Nasazení
| Stát                                                                     | Hráč            | Stát               | Hráč          | ATP | Nasazení |
| ------------------------------------------------------------------------ | --------------- | ------------------ | ------------- | --- | -------- |
| USA                                                                      | Rajeev Ram      | Spojené království | Joe Salisbury | 9.  | 1.       |
| Spojené království                                                       | Lloyd Glasspool | Spojené království | Neal Skupski  | 24. | 2.       |
| Monako                                                                   | Hugo Nys        | Polsko             | Jan Zieliński | 35. | 3.       |
| Spojené království                                                       | Jamie Murray    | Nový Zéland        | Michael Venus | 55. | 4.       |
| Žebříček ATP k 14. srpnu 2023; číslo je součtem umístění obou členů páru |                 |                    |               |     |          |

### Jiné formy účasti
Následující páry obdržely divokou kartu do hlavní soutěže:
- Matthew Ebden /  John-Patrick Smith
- Filippo Moroni /  Matthew Thomson

Následující pár nastoupil z pozice náhradníka:
- Rinky Hijikata /  Jason Kubler

### Odhlášení
před zahájením turnaje
- Marcelo Arévalo /  Jean-Julien Rojer → nahradili je  Marcelo Demoliner /  Matwé Middelkoop
- Rohan Bopanna /  Matthew Ebden → nahradili je  Romain Arneodo /  Ariel Behar
- Lloyd Glasspool /  Harri Heliövaara → nahradili je  Lloyd Glasspool /  Neal Skupski
- Máximo González /  Andrés Molteni → nahradili je  Gonzalo Escobar /  Oleksandr Nedověsov
- Santiago González /  Édouard Roger-Vasselin → nahradili je  Francisco Cabral /  Rafael Matos
- Marcelo Melo /  John Peers → nahradili je  Sebastian Ofner /  Max Purcell
- Jamie Murray /  Michael Venus → nahradili je  Rinky Hijikata /  Jason Kubler

## Přehled finále

### Mužská dvouhra
- Sebastián Báez vs.  Jiří Lehečka, 6–4, 6–3

### Mužská čtyřhra
- Nathaniel Lammons /  Jackson Withrow vs.  Lloyd Glasspool /  Neal Skupski, 6–3, 6–4